# Ferb Fletcher
Ferbs "Ferb" Fletcher là 1 nhân vật chính của bộ phim hoạt hình nhiều tập Phineas and Ferb. Đây là một seri phim hoạt hình của hãng Walt Disney Pictures kể về hai anh em Phineas và Ferb có những sáng chế và phát minh độc đáo trong những ngày hè. Bộ phim bắt đầu được công chiếu trên toàn thế giới từ ngày 1 tháng 2 năm 2008. Cậu được lồng tiếng bởi diễn viên, đạo diễn người Anh Thomas Brodie-Sangster, trừ những bài hát thì được lồng tiếng bởi diễn viên Danny Jacob.

## Giới thiệu
Ferb là con riêng của bố Lawrence Fletcher, một nhà khảo cổ học. Cậu cùng bố đến Mỹ gia nhập với gia đình bà Linda, Phineas Flynn và Candace Flynn. Cậu đến từ Anh Quốc. Cậu là một cậu bé thông minh nhưng rất ít nói. Thường trong những kế hoạch của hai anh em, Ferb phụ trách phần thi công và tỏ ra rất thành thạo trong công việc. Cậu và Phineas luôn hỗ trợ và giúp đỡ lẫn nhau. Cậu thích Vanessa Doofenshmirtz, con gái của Tiến sĩ Heinz Doofenshmirtz. Cậu rất ít nói và giúp Phineas Flynn trong nhiều việc.

## Đặc biệt
Cậu là người luôn khao khát chiếm lấy trái tim Vanessa (con gái của Tiến sĩ Heinz Doofenshmirtz), nên cậu được cho là người tình tương lai của Vanessa. Trong một số tập phim, Vanessa hẹn hò với Monty Monogram (con trai của Francis Monogram-chủ tịch của O.W.C.A). Tuy nhiên, trong tập phim Act your age, cậu và Vanessa trở thành 1 cặp và hẹn hò. Nhưng theo một số nguồn tin bị lộ ra ngoài từ tác giả, thì các blogger và twitter của Hoa Kỳ và nhiều nước lại cho rằng trước đó tác giả đã để ngỏ cậu yêu thầm một cô bé thuộc nhóm bên Lò Sưởi của Isabella, nhưng không rõ tên (song theo tiết lộ có thể đó là Gretchen), có lẽ là do chịu ảnh hưởng của phim Hey Arnold! (mối tình của Gerald Martin Johanssen và Phoebe Heyerdahl) và The Doraemons (mối tình giữa Dora-the-Kid và Dorami), một đối thủ sừng sỏ của nhóm Bên Lò Sưởi. Cả hai đều có điểm chung là những người mà Kid và Gerald yêu thầm đều khá thông minh như Gretchen. Nhưng thông tin chưa được kiểm chứng đầy đủ vì chuyện này.